# 베라 피그네르
베라 니콜라예브나 피그네르 필리포바(러시아어: Ве́ра Никола́евна Фи́гнер Фили́ппова: 1852년 7월 7일 - 1942년 6월 25일)는 러시아의 혁명가다.
카잔 출신으로, 러시아-독일 혼혈 귀족 가문에서 태어났다. 피그네르는 인민의 의지당의 지도부 중 한 명으로서, 1881년 알렉산드르 2세 암살사건을 계획하는 데 참여했다.
피그네르는 체포되어 사형을 선고받았으나 감형되어 슐리셀부르크 요새에 20년간 유폐되었다가 유형에 처해졌다. 
피그네르는 회고록이 여러 나라의 언어로 번역되어 국제적인 명성을 얻었고, 1917년 2월 혁명 이후 혁명에 평생을 바친 희생자로서 떠받들어졌다. 소련 시절에 피그네르는 정치범유형수협회에서 활동하다 1942년 자연사했다. 향년 89세.